# Семейна гробница на Ненчо Палавеев
Семейната гробница на Ненчо Палавеев се намира в двора на храм „Успение на Пресвета Богородица“ в Копривщица. Наподобява саркофаг изработен от черен полиран мрамор с издълбани благодарствени слова на хаджията отправени към неговите родители. На малък пиедестал с вградени портрети на тримата покойници е поставен пресъздаден от бял мрамор ангел, прегърнал православен кръст, висок почти колкото него. От двете страни на саркофага са засадени майсторски култивирани черници. Гробницата е построена още докато хаджията е бил жив.

## Благодарствени слова
Текст, изписан върху хоризонталната плоча на саркофага:
| „ | Признателният син и копривщенски благодетелъ хаджи Ненчо Палавеев, след като обходи много царства, приобрети богатства и доби слава, даде всичко на родината, а за себе си и достойните родители издигна приживе тази гробница в лето 1930-то за вечна паметъ и душевенъ покой. | “ |